# 랜든 아레나
랜든 아레나(Landon Arena)은 미국 캔자스주 토피카에 위치한 실내 경기장으로, 캔자스주의 주지사를 지낸 앨프 랜던의 이름을 따 명명되었다.